# Nationaal park Liwonde
Nationaal park Liwonde is een nationaal park, gelegen in het zuiden van Malawi nabij de Shire-rivier en 140 km ten noorden van Limbe. In het park bevindt zich een exclusieve lodge, terwijl er bij de zuidingang verschillende goedkopere lodges zijn. Deze lodges bieden verscheidene activiteiten aan, zoals rondleidingen met gids, boottochten, gamedrives, wandelingen e.d. In het park leven verschillende soorten antilopen (impala, koedoe, waterbok), de Afrikaanse savanneolifant, de kafferbuffel, de nijlkrokodil, het nijlpaard en vele andere zoogdieren. Daarnaast kent het park een grote rijkdom aan vogels, er zijn meer dan 400 verschillende soorten. 